# سیدنور
سیدنور، روستایی از توابع بخش چغامیش شهرستان دزفول در استان خوزستان ایران است.
روستای سیدنور از توابع دهستان خیبر، بخش چغامیش شهرستان دزفول و استان خوزستان می‌باشد که در فاصله ۱۳ کیلومتری مرکز بخش و در طول جغرافیای"۴۸درجه و ´۳۰ درجه و ´۳۰ دقیقه عرض جغرافیایی و "۳۲ درجه ´۸ دقیقه نسب به نصف النهار و در ارتفاع متوسط ۵۳ متری از سطح آبهای آزاد (دریا) قرارگرفته است ازسمت غرب بوسیلهٔ رودخانهٔ عجیرب و نقاط دیگر بواسطهٔ اراضی زراعی محدود گردیده‌است.

## وجه تسمیه روستای سیدنور
مرحوم " سید نور " از سادات آل تفاخ(بیت سیداحمدآل تفاخ) و از نوادگان امام موسی کاظم (ع)(طبق شجره نامه مکتوب موجود) می‌باشند که وی فردی صاحب کرامات و فضایل، متدین، پرهیزکار و مخلص بوده‌اند که تمام عمر خود را صرف اعتلای دین و در خدمت خلق خدا طی کرده‌اند و چه بسا که با داشتن آن روح عظیم و کرامات هنوز هم بس از گذشت سالیان زیاد از وفات ایشان هنوز هم مردم جهت رفع مشکلات و طلب حوائج ایشان را شفیع خود نزد خداوند متعال قرار می‌دهند و خداوند نیز حوائج و دعاهایشان را به برکت این سید جلیل القدر مستجاب نموده‌است.
قابلیت اراضی:
قابلیت اراضی در واقع تعیین ارزش اراضی از نظر کشاورزی و آبیاری می‌باشند به‌طور کلی تیپ اراضی واقع در محدودهٔ روستای سیدنور از نوع جلگه ای رسوبی سنگریزه دار می‌باشند و از نظر اراضی کیفی دارای کیفیت بسیار بالا برای فعالیتهای کشاورزی می‌باشد و همچنین وجود منابع آبی سطح الاراضی دائمی دو رودخانهٔ عجیرب و دز قابلیتهای این اراضی را برای هرگونه فعالیت کشاورزی شایسته کرده‌است. اراضی این شهرک در حدود ۴۵۰ هکتار دارای قابلیت کشاورزی هستند که در استان به اراضی چهار کشته معروف هستند و جزء بهترین و مرغوبترین اراضی خوزستان می‌باشند.